# Rodman Flender
Rodman Flender (New York, 6 giugno 1962) è un regista, attore e produttore cinematografico statunitense.

## Carriera
Flender ha diretto alcuni episodi di popolari serie televisive, quali Ugly Betty, The O.C., Dawson's Creek e Una mamma per amica. Per quanto riguarda i film, è apparso come attore in Beethoven 5, ha prodotto Full Fathom Five ed ha diretto gli horror Horror Baby, Leprechaun 2, Giovani diavoli ed il documentario Let Them Eat Rock. È lo zio materno dell'attore Timothée Chalamet.